# Marli Bortoletto
Marli Bortoletto (São Bernardo do Campo, 16 de janeiro de 1959) é uma atriz e dubladora brasileira. É conhecida por ser a voz oficial da personagem Mônica.  

## Biografia
Marli começou a carreira aos dezesseis anos, participando de peças de teatro. Aos 22 anos, passou a interpretar Mônica em peças de teatro. Em 1983 foi convidada para fazer o filme A Princesa e o Robô, e desde então se tornou a voz oficial de Mônica nas series animadas e nos filmes.

## Dublagem
Na dublagem, é conhecida por ser a voz oficial da personagem Mônica do cartunista Mauricio de Sousa. Em animes, dublou a personagem Sailor Moon e Hilda de Polaris em Os Cavaleiros do Zodíaco. Em jogos dublou a personagem Fiora no jogo League of Legends.

## Prêmios
Foi indicada ao Prêmio Yamato de 2005 na categoria Melhor Dubladora de Coadjuvante por seu papel como Hilda de Polaris em Os Cavaleiros do Zodíaco.